# Hendrik C. van de Hulst
Hendrik Christoffel (Henk) van de Hulst (Utrecht, 19 november 1918 - Leiden, 31 juli 2000) was een Nederlands astronoom.
Van de Hulst was een zoon van de schrijver van christelijke kinderboeken W.G. van de Hulst sr. Hij studeerde in Utrecht en behaalde bij Marcel Minnaert zijn doctoraat in 1946, met een proefschrift getiteld "Optics of spherical particles". Na zijn promotie werkte hij als postdoc aan de Yerkes-sterrenwacht van de Universiteit van Chicago.
Tijdens de Tweede Wereldoorlog berekende hij, geïnspireerd door Jan Hendrik Oort, dat wolken van neutrale waterstof in het Melkwegstelsel elektromagnetische straling met een golflengte van 21 centimeter moesten uitzenden. Deze straling werd in 1951 ook daadwerkelijk ontdekt en samen met Oort en C.A. (Lex) Muller begon Van de Hulst aan een project dat de neutrale waterstof in het Melkwegstelsel in kaart moest brengen. De spiraalvormige structuur van de Melkweg werd hierdoor voor het eerst vastgelegd.
Tussen 1948 en 1984 was Van de Hulst verbonden aan de Universiteit Leiden, eerst als lector en vanaf 1952 als gewoon hoogleraar. Hij leverde een belangrijke bijdrage aan de tak van de radioastronomie, alsmede nationale en internationale organisaties op het gebied van ruimteonderzoek. Na zijn proefschrift over Mieverstrooiing richtte hij zijn aandacht op anomale refractie en schreef in 1957 het boek Light scattering by small particles, wat later werd gevolgd door boeken over Multiple Light Scattering.  Hij was lid van de Koninklijke Nederlandse Akademie van Wetenschappen (KNAW).
In 1958 werd hij de eerste president van COSPAR (Committee on Space Research), een nieuwe internationale organisatie voor ruimteonderzoek. Daarnaast was hij nauw betrokken bij de oprichting van de European Space Research Organisation (ESRO), de voorloper van de Europese Ruimtevaartorganisatie ESA, en speelde hij een belangrijke rol bij de totstandkoming van het Europese Ruimtevaartonderzoek en Technologiecentrum ESTEC in Noordwijk.

## Promovendi
Promovendi van van de Hulst zijn onder meer Gart Westerhout (1958), Alexander Ollongren (1962), Harm Habing (1968), Vincent Icke (1972), Elly Dekker (1975), Wim Hermsen (1980), Tim de Zeeuw (1984) en Marijn Franx (1988).

## Onderscheidingen
- 1955 - Henry Draper Medal
- 1955 - Eddington Medal
- 1964 - Rumford Medal
- 1978 - Bruce Medal
- 1987 - Karl G. Jansky Lecture
- 1995 - Karl Schwarzschild Medal
- vernoemd naar hem is planetoïde 2413 van de Hulst; 2412 Wil is vernoemd naar zijn vrouw.